# Szuwozaur
Szuwozaur (Shuvosaurus) – rodzaj archozaura należącego do rzędu rauizuchów i rodziny Poposauridae. Żył w późnym triasie na terenie dzisiejszej Ameryki Północnej. Jego szczątki odnaleziono na terenie stanu Teksas w Stanach Zjednoczonych. Szuwozaur został opisany w 1993 przez Sankara Chatterjee, który nadał mu nazwę Shuvosaurus na cześć swojego syna Shuvo.
Początkowo szuwozaura uznano za teropoda z rodziny ornitomimów (Ornithomimidae), której przedstawiciele żyli w kredzie. Dopiero późniejsze odkrycie archozaura Effigia dowiodło, że podobieństwo niektórych rauizuchów do ornitomimozaurów jest jedynie wynikiem konwergencji, a zwierzęta te są w rzeczywistości bliżej spokrewnione z krokodylami i należą do kladu Crurotarsi. Badania te wykazały również, że Chatterjeea jest młodszym synonimem Shuvosaurus.

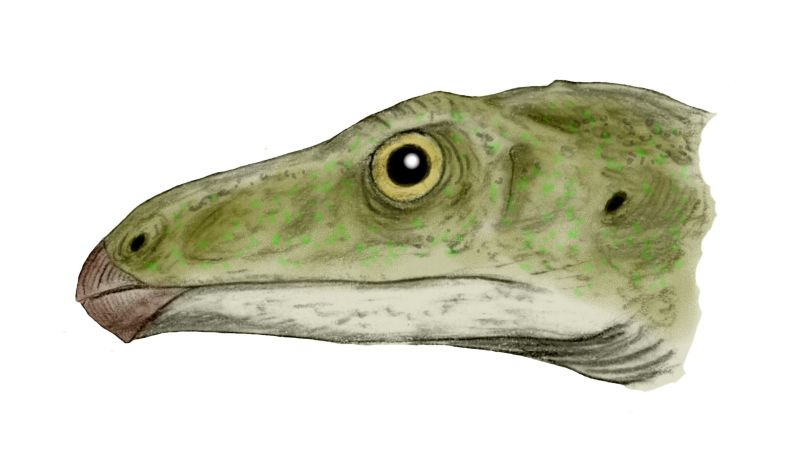
Rekonstrukcja głowy Shuvosaurus inexpectatus